# Grens tussen Italië en Vaticaanstad
De grens tussen Italië en Vaticaanstad is 3,2 kilometer lang. Vaticaanstad vormt een enclave binnen Italië en zijn hoofdstad Rome, gelegen op de Vaticaanse Heuvel.

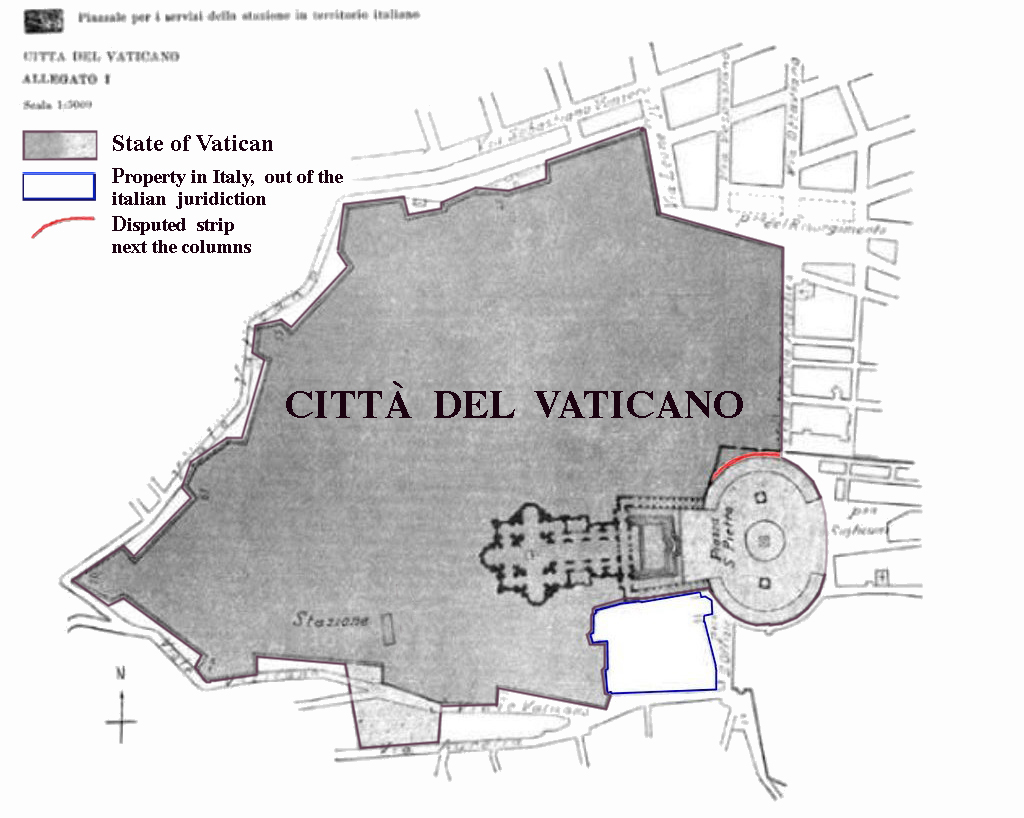
Loop van de grens tussen Italië en Vaticaanstad
Territorium van Vaticaanstad
Sint-Pietersplein: territorium van Vaticaanstad, maar de Italiaanse politie heeft de bevoegdheid om veiligheidstaken op zich te nemen. Opgemerkt moet worden dat het lichtgrijze deel langs de zuidmuur van het Vaticaan een fout is: dit is Italiaans grondgebied
Territorium van Italië
Italiaans grondgebied, maar in gebruik van het Vaticaan. Dit gebied heeft een extraterritoriale status; Italiaanse wetgeving is er niet van toepassing
De smalle strook (3x60 meter) langs de noordelijke colonnade is - volgens het Verdrag van Lateranen - Italiaans grondgebied. Dit wordt weersproken door de gemengde Italiaans-Vaticaanse commissie die tot 1932 de details van het verdrag moest uitwerken. Aangezien deze commissie slechts een adviserende rol had, beschouwt Italië deze strook als zijn grondgebied

De grens wordt gevormd door de stadsmuur van Vaticaanstad, die gebouwd is om de paus te beschermen tegen aanvallen van buitenaf. Op het Sint-Pietersplein voor de Sint-Pietersbasiliek is de situatie complexer. Hier bevindt de grens zich even buiten de colonnade van Bernini, terwijl de Italiaanse politie veiligheidstaken op zich mag nemen. De grens tussen het plein en de Italiaanse Piazza Pio XII wordt aangegeven door een witte lijn en kan doorgaans ongehinderd gepasseerd worden.
De grens tussen beide staten is vastgelegd in het Verdrag van Lateranen, het verdrag waarmee Vaticaanstad werd opgericht en de Heilige Stoel Italië als eenheidsstaat erkende. Ter herinnering aan dit verdrag legde Benito Mussolini tussen het Piazza Pio XII en de Tiber nabij de Engelenburcht de Via della Conciliazione (Weg der verzoening) aan.
|  |  |